# 二木謙一
二木 謙一（ふたき けんいち、 1940年12月5日 - ）は、日本の歴史学者。國學院大學名誉教授。専門は日本中世史（戦国史）。有職故実研究の第一人者として知られる。また、数々の大河ドラマの考証を手がけた。

## 経歴
出生から修学期
1940年、東京都で生まれた。國學院大學文学部史学科で学び、桑田忠親に師事。1963年に卒業し、同大学大学院文学研究科日本史学専攻に進学した。1968年に博士課程を修了。
日本史研究者として
修了後は、國學院大學文学部助手に採用された。同大学日本文化研究所研究員を経て、國學院大學文学部教授となった。1986年、学位論文『中世武家儀礼の研究』を國學院大學に提出して 文学博士号を取得。1995年、春田宣学長任期満了にともなって学長候補に上がったが、次点にとどまり上田賢治が就任した。
豊島岡女子学園中学校・高等学校へ
父・二木友吉が病気療養のため豊島岡女子学園中学校・高等学校校長を退職するにあたり、2003年に同校長に就任。國學院大學については2004年から特任教授となり、2007年からは校長職専念のため退職し、國學院大学名誉教授となった。2013年度には竹鼻志乃に校長職を譲り、同校理事長に就任した。

## 受賞・栄典
- 1985年：サントリー学芸賞を受賞。『中世武家儀礼の研究』に対して[5]。
- 2005年：テレビにおける時代劇表現の向上を図るなど放送文化の向上に貢献してNHK放送文化賞を受賞。

## 研究内容・業績
専門は日本中世史で、髪型、衣装、風俗など室町時代や戦国時代の武家社会の組織、社会のしきたりや生活作法の研究(有職故実)。

## 家族・親族
- 祖父：二木謙三は医学者。文化勲章受章者。
- 父：二木友吉

## 著作

### 単著
- 『年表戦国史』新人物往来社 1978
- 『合戦の舞台裏』新人物往来社 1979
  - 改題『合戦の文化史』講談社学術文庫 2007[6]
- 『日本史こぼれ話：楽しみながら日本史に強くなる!』日本文芸社 1980
  - パンドラ新書 2006年
- 『関ケ原合戦：戦国のいちばん長い日』中央公論社（中公新書）1982
  - 中公文庫 2021年
- 『戦国リーダーの頭脳と計略』産業能率大学出版部 1983
- 『大坂の陣：証言・史上最大の攻防戦』中公新書 1983
- 『中世武家儀礼の研究』吉川弘文館 1985[7]
  - オンデマンド版　2023年
- 『同盟と裏切りの条件』新人物往来社 1985
- 『一冊まるごと武田信玄の本』ロングセラーズ 1987
  - 改題『武田信玄大全』ロングセラーズ新書 2016
- 『長篠の戦い 織田・徳川鉄砲隊対武田騎馬軍団の死闘』学習研究社 1989
- 『慶長大名物語：日出藩主木下延俊の一年』角川書店（角川選書）1990
- 『合戦の舞台ウラ : おどろき日本史』三笠書房（知的生きかた文庫）1991[8]
- 『戦国武将の手紙を読む：乱世に生きた武将の鮮烈な心状』角川書店（角川選書）1991
  - 『戦国武将の手紙』改題・加筆修正、角川学芸出版（角川ソフィア文庫 2013[9]
- 『織田信長の秘密：神になろうとした男』ベストセラーズ（ワニ文庫）1991
- 『信長・秀吉・家康に学ぶ成功哲学』三笠書房（知的生きかた文庫）1993
- 『徳川家康』筑摩書房ちくま新書）1998
- 『中世武家の作法』吉川弘文館（日本歴史叢書）1999[10]
- 『長篠の戦い：戦史ドキュメント』学習研究社（学研M文庫）2000[11]
- 『誰かに話したくなる日本史こぼれ話200：楽しみながら日本史に強くなる』日本文芸社 2001
- 『武家儀礼格式の研究』吉川弘文館 2003
  - オンデマンド版　2023年[12]
- 『時代劇と風俗考証：やさしい有職故実入門』吉川弘文館(歴史文化ライブラリー) 2005[13]
  - オンデマンド版　2019年
- 『秀吉の接待：毛利輝元上洛日記を読み解く』学研新書 2008
  - 再版 吉川弘文館(読みなおす日本史) 2023年[14]
- 『戦国武将に学ぶ究極のマネジメント』中公新書ラクレ 2019

### 編著
- 『武道』東京堂出版（日本史小百科）1994
- 『明智光秀のすべて』新人物往来社 1994
- 『戦国織豊期の社会と儀礼』吉川弘文館 2006

### 共著
- 『名将言行録：経営戦略』吾郷慶一共著、桑田忠親・亀岡大郎共編、秋田書店（サンデー新書）1969
- 『戦国武将の肖像画』須藤茂樹共著、新人物往来社 2011[15]
- 『天下人の夢 : 信長・秀吉・家康』津本陽共著、実業之日本社 2014
  - 文庫化 2020年[16]

### 校訂ほか
- 『木下延俊慶長日記：慶長十八年日次記』荘美知子共校訂、新人物往来社 1990[17]
- 『明智軍記』校注、新人物往来社 1995
  - KADOKAWA 2019年[18]
- 『豊臣秀吉事典』杉山博・渡辺武・小和田哲男共編、新人物往来社 2007[19]

### 監修
- 『前田家三代の女性たち：國學院大學石川県文化講演会の記録』國學院大學石川県文化講演会実行委員会編、北国新聞社 2000[20]
- 『戦国城と合戦：知れば知るほど』実業之日本社、2001年5月）ISBN 4408394734
- 『城が見た合戦史：天下統一の野望をかけた城をめぐる攻防』青春出版社（プレイブックス・インテリジェンス）2002[21]
- 『宮本武蔵の時代：歴史・文化ガイド』日本放送出版協会（NHKシリーズ）2002[22]
- 『藩と城下町の事典：国別』工藤寛正編 東京堂出版 2004[23]

### メディア
テレビ：関わった大河ドラマ作品
- 花の乱 （1994年）[24]
- 秀吉（1996年）
- 毛利元就（1997年）
- 葵 徳川三代 （2000年）
- 北条時宗 （2001年）
- 利家とまつ〜加賀百万石物語〜 （2002年）
- 武蔵 MUSASHI（2003年）
- 義経（2005年）
- 功名が辻（2006年）
- 風林火山（2007年）
- 天地人（2009年）
- 江〜姫たちの戦国〜 （2011年）
- 平清盛 （2012年）
- 軍師官兵衛 （2014年）[25]